# Golfo Aranci

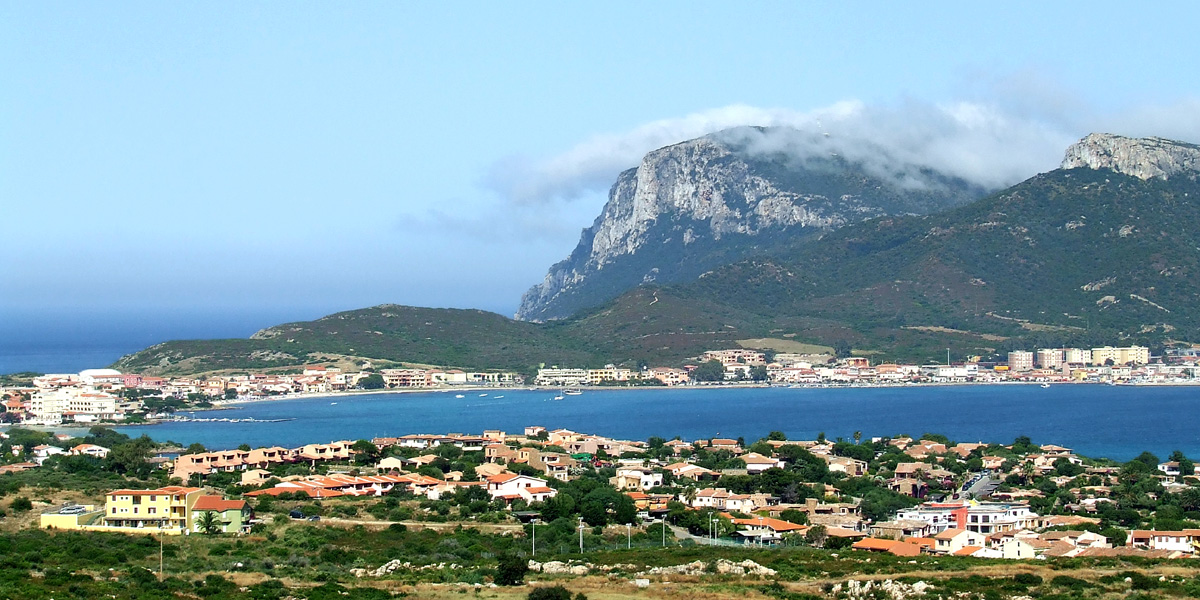
Golfo Aranci

Golfo Aranci is een gemeente in de Italiaanse provincie Olbia-Tempio (regio Sardinië) en telt 2206 inwoners (31-12-2004). De oppervlakte bedraagt 38,0 km², de bevolkingsdichtheid is 58 inwoners per km².

## Demografie
Golfo Aranci telt ongeveer 1001 huishoudens. Het aantal inwoners steeg in de periode 1991-2001 met 1,0% volgens cijfers uit de tienjaarlijkse volkstellingen van ISTAT.
| Jaar | Inwoneraantal |
| ---- | ------------- |
| 1991 | 1942          |
| 2001 | 1961          |

## Geografie
Golfo Aranci grenst aan de volgende gemeenten: Olbia.